# Callostoma fascipenne
Callostoma fascipenne är en tvåvingeart som beskrevs av Macquart 1840. Callostoma fascipenne ingår i släktet Callostoma och familjen svävflugor. Inga underarter finns listade i Catalogue of Life.